# 583 (tal)
583 är det naturliga heltal som följer 582 och följs av 584.

## Matematiska egenskaper
- 583 är ett udda tal.
- 583 är ett semiprimtal[1].
- 583 är ett sammansatt tal.
- 583 är ett defekt tal.
- 583 är ett lyckotal.

## Inom vetenskapen
- 583 Klotilde, en asteroid.